# Non Impact Printing
Unter Non Impact Printing (engl. für „berührungsloses Drucken“; Abk. NIP) sind in der Drucktechnik diejenigen Druckverfahren zu verstehen, die bei der Übertragung der Druckfarbe im engeren Sinne gänzlich ohne Druckform auskommen und somit berührungslos arbeiten, im weiteren Sinne aber auch Druckverfahren, bei denen im Vergleich zu konventionellen Druckverfahren die nur temporär generierte Druckform deutlich geringeren mechanischen Druck („impact“) ausübt. Dabei ist es unerheblich, ob das Druckbild direkt oder indirekt über einen Zwischenträger (der selbst hohen mechanischen Druck ausüben kann, z. B. bei der  HP Indigo Press) auf das Druckmedium übertragen wird.
Beispiele für NIP-Verfahren sind:
- Tintenstrahldruck
- Elektrofotografie
- Ionografie
- Magnetografie
- Thermodruck
- Fotografie (Verwendung bei Fotopapieren, die von digital angesteuerten Lasersystemen bebildert werden)
- Laserdruck

Prinzipiell können alle NIP-Verfahren von Druckexemplar zu Druckexemplar die Seiten mit veränderlichen Inhalten bedrucken. NIP-Verfahren können auch als Direct Digital Printing (DDP) oder Computer to Print (Ct-PRINT) bezeichnet werden.
Siehe auch: Digitaldruck, Impact-Drucker